# Paralygris delecta
Paralygris delecta är en fjärilsart som beskrevs av John Henry Leech 1897. Paralygris delecta ingår i släktet Paralygris och familjen mätare. Inga underarter finns listade i Catalogue of Life.